# NGC 6967
NGC 6967 је лентикуларна галаксија у сазвежђу Водолија која се налази на NGC листи објеката дубоког неба.
Деклинација објекта је + 0° 24' 44" а ректасцензија 20h 47m 34,0s. Привидна величина (магнитуда) објекта NGC 6967 износи 13,5 а фотографска магнитуда 14,4. NGC 6967 је још познат и под ознакама UGC 11630, MCG 0-53-6, CGCG 374-18, IRAS 20450+0013, PGC 65385.